# Water of Leith (rivière de Nouvelle-Zélande)
Le fleuve Water of Leith (en anglais : Water of Leith River, aussi connu sous le nom de Ōwheo, la  rivière Leith ou Leith Stream), est un petit cours d’eau situé dans l’Île du Sud de la Nouvelle-Zélande.

## Géographie
Il prend sa source au nord de la ville de Dunedin, s’écoulant sur 14 km vers le sud-est à travers la partie nord de la ville de Dunedin et à travers le campus de l’Université d'Otago avant d’atteindre la baie du port d'Otago.

## Étymologie
Le nom de la ville de Dunedin est un anglicisme formé à partir de Dùn Èideann, qui en gaélique écossais forme le nom de la ville d’Édimbourg ; la rivière fut ainsi appelée pour rappeler le fleuve Water of Leith, qui coule à travers la capitale de l’Écosse. Le nom original en langue māori  pour le torrent était  Ōwheo (« La place d’Wheo »), Wheo étant le nom d’un chef local, dont le village se situait tout près de son embouchure. Ce nom maori est maintenant rarement utilisé.

## Parcours Initial
La source de la rivière Leith est proche de l'autoroute nord de Dunedin (en), qui fait partie de la State Highway 1/S H 1, située à 100 m au sud du col de Leith (en), à une altitude de 380 m. L’autoroute passe au-dessus du col de Leith, qui se situe entre la source de la rivière Leith et celle du fleuve Waitati, à peu près à mi-chemin entre la banlieue nord de Pine Hill et celle de Waitati.

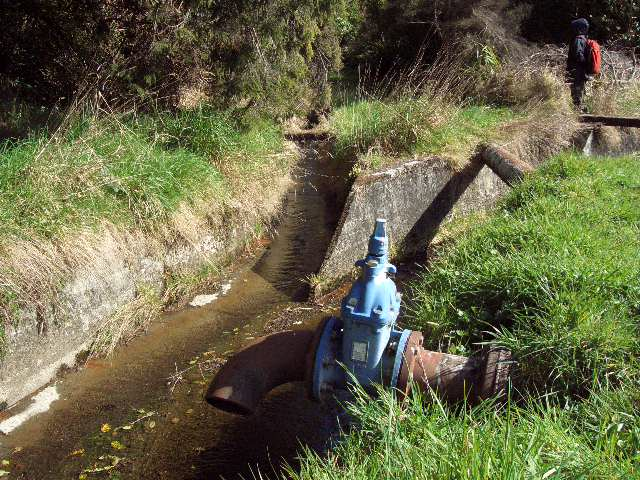
Les sources de la rivière « Water of Leith » sont captées autour du barrage de Sullivan's Dam dans une série d’aqueducs en béton.

De là, la rivière Leith s'écoule vers le sud, contournant un réservoir d'eau construit derrière le barrage Sullivan, qui fut érigé en 1916. Ce réservoir, ainsi que le réservoir de Ross Creek (en) situé sur la rivière « Ross Creek », un des affluents de la rivière Leith, fournissent l’essentiel de l’eau potable de la ville de Dunedin.
Depuis l’extrémité sud du réservoir, au niveau du barrage Sullivan, la rivière Leith coule vers le sud-ouest, passant sous l’autoroute à travers la vallée boisée de la Leith (en). Une route en gravier longe le cours de cette partie de la rivière et devient goudronnée près du point où la rivière rencontre la partie urbaine de la cité, au niveau de la ville de Glenleith.
Lorsqu'elle atteint la zone urbaine de Dunedin, la rivière n’est plus qu’un modeste ruisseau, à cause de la quantité de l’eau prélevée en amont.

## Trajet nord du cours de la rivière
L’essentiel de la partie nord de l’intérieur de la ville de Dunedin est situé dans la plaine d’inondation de la rivière.
Plusieurs petits affluents rejoignent la rivière sur son trajet, notamment le Morrison's Burn.
Le premier des deux affluents principaux de la rivière Leith, la Ross Creek, rejoint la rivière Leith entre la banlieue de Glenleith (en) et de Woodhaugh (en). Le réservoir de Ross Creek, un projet d’ingénierie historique, est entouré par de nombreuses promenades populaires boisées. La plupart de la partie supérieure de la vallée de la rivière Leith est aussi traversée par des chemins de randonnée moins bien connus, bien que le cours supérieur soit fermé au public du fait de son importance pour les besoins des captages d’eau. Tout près de sa confluence, les restes de moulins à eau sont visibles, qui étaient utilisés à Woodhaugh, qui était autrefois le cœur industriel de la cité et qui est maintenant une banlieue de repos. De là, la rivière Leith tourne vers le sud-est, passant à travers un parc public nommé Woodhaugh Gardens, alors que son lit commence à s’élargir. À ce point, la plaine fait moins d’1 km de large et est bordée de falaises raides vers le sud-ouest.

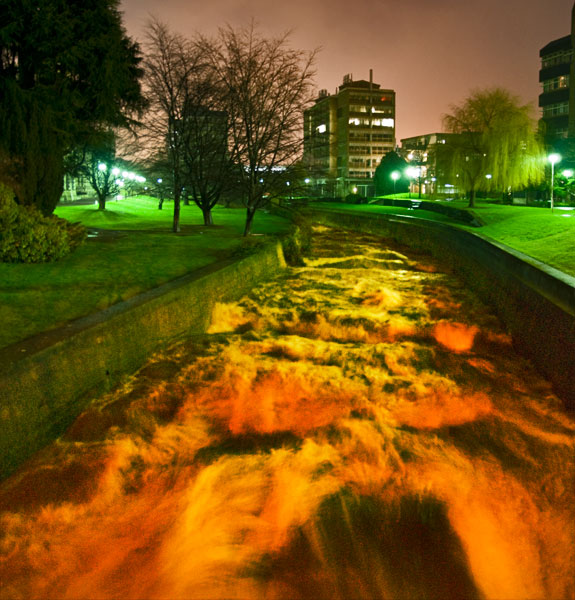
La rivière « Water of Leith » près de l’université d'Otago après que 90 mm de pluie sont tombés durant 24 heures

## Trajet final
Le cours inférieur de la rivière Leith est contenu dans un canal en béton. Celui-ci et les divers déversoirs situés dans le cours de la Leith, notamment juste au nord de Woodhaugh Gardens, sont construits pour éviter les dommages sérieux et répétés subis par Dunedin North (en) avec l’inondation record de mars 1929. Une inondation dévastatrice antérieure était déjà survenue en 1868. Le parcours initial de la rivière Leith était en fait un lacis formé de méandres à travers ce qui est maintenant le centre de la ville, occupant la partie supérieure du port où se rejoignent actuellement Cumberland et Stuart Streets (en).

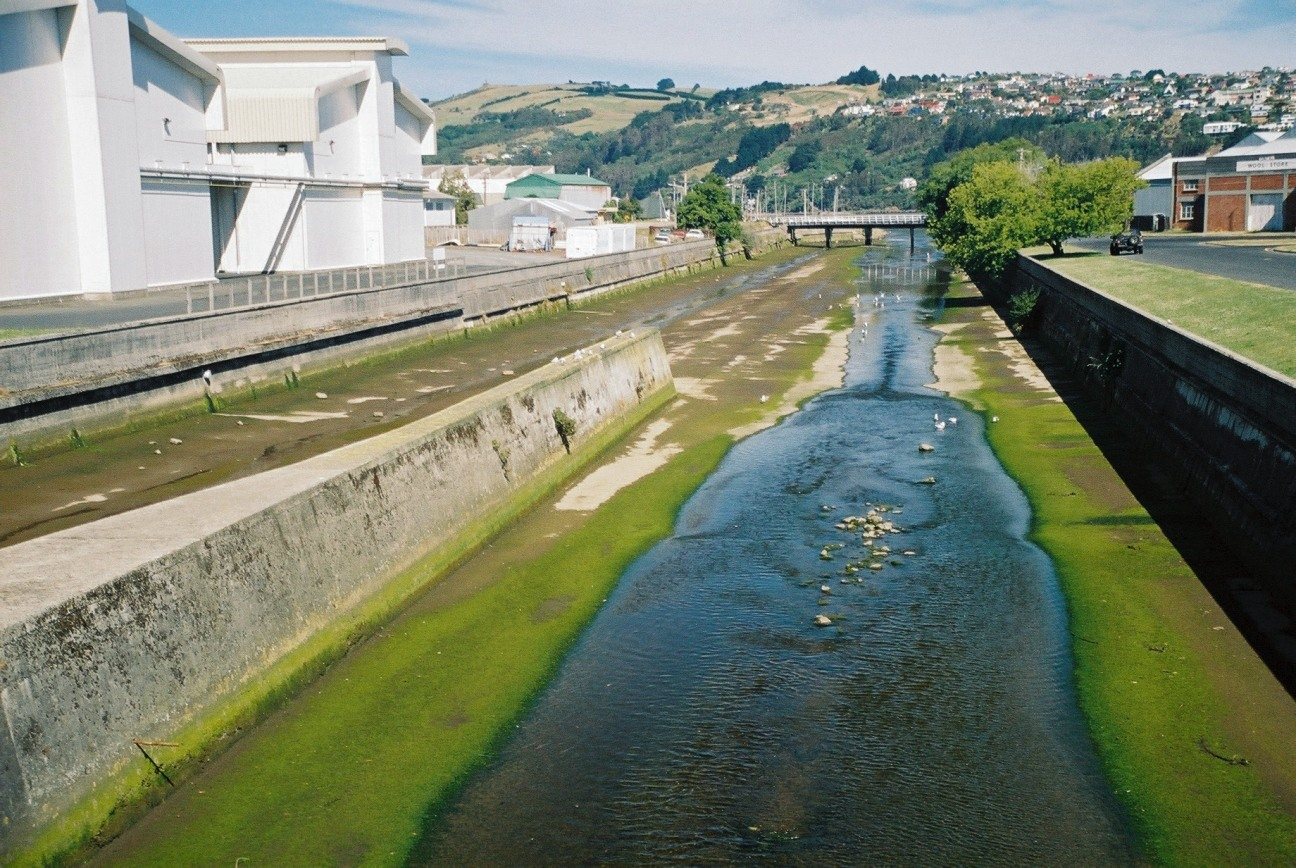
La rivière « Water of Leith » près de son embouchure dans Dunedin

La Leith pénètre dans la plaine plus large qui est la zone la plus densément urbanisée de Dunedin, à l’extrémité sud-est de Woodhaugh Gardens, près du point le plus au nord de la rue principale de la ville, George Street (en).
De là, elle serpente autour du bord nord de la plaine d’inondation, longeant les jardins botaniques de Dunedin (en), où elle est rejointe par son autre affluent principal, la rivière Lindsay Creek. Ce petit ruisseau s’écoule depuis les pentes sud du mont Cargill, à travers la réserve de Bethune's Gully (en) et le long de North East Valley (en) avant de traverser le jardin botanique et de rejoindre la Leith. Une statue en bronze représentant une truite, située dans le jardin botanique, commémore la première libération dans une rivière de Nouvelle-Zélande de truites brunes, importées de Tasmanie en 1869.
La Leith tourne ensuite vers le sud, traversant le cœur du campus de l’université d'Otago; à ce niveau, elle bifurque vers l’est, passant le campus d'Otago Polytechnic (en) et de Dunedin College of Education (en) et ensuite Forsyth Barr Stadium avant d’atteindre le port d'Otago Harbour au sud de parc Logan (en).